# رنو ۲۱
رنو ۲۱ (Renault 21) یکی از خودروهای کلاس سدان خانوادگی ساخت شرکت خودروسازی فرانسوی رنو است. این خودرو در زمان طراحی و تولید خود توانست به محبوبیت و فروش بسیار خوب جهانی دست پیدا کند. رنو این خودرو را ما بین سالهای ۱۹۸۶ تا ۱۹۹۴ میلادی به بازار عرضه کرد. این خودرو بازار آمریکای شمالی با نام رنو مدالیون (Renault Medallion) و سپس با نام ایگل مدالیون (Eagle Medallion) به فروش رسید؛ علت این نام گذاری تفاوت نمایندگی‌های فروش این خودرو در آن منطقه بودند. مطابق برآوردهای حدود بیش از ۲ میلیون دستگاه از رنو ۲۱ تولید و فروخته شده‌است.
سدان رنو ۲۱ در اوایل سال ۱۹۸۶ میلادی به عنوان جانشین خودروی موفق رنو ۱۸ معرفی شد. مجله وات کار در سال ۱۹۸۷ این خودرو را به عنوان بهترین خودروی خانوادگی سدان انتخاب کرد. رنو همچنین چند ماه پس از عرضه رنو ۲۱ یک مدل واگن استیشن از آن را با نام رنو ۲۱ نوادا به بازار معرفی کرد که این خودرو هم توانست جایزه بهترین خودروی استیشن سال را از آن خود کند.
جورجتو جوجارو (Giorgetto Giugiaro) طراح سرشناس ایتالیای وظیفه طراحی این محصول رنو را بر عهده داشت؛ وی یکی از برترین طراحان دنیا است و در سال ۱۹۹۹ «طراح اتومبیل قرن» نام گرفت و در سال ۲۰۰۲ به تالار مشاهیر صنعت اتومبیل‌سازی وارد شد. اتومبیل طراحی شده توسط جوجارو یک سدان موتور جلو بود که ۴۴۶۲ میلیمتر طول، ۱۷۱۵ میلیمتر عرض و ۱۴۱۵ میلیمتر ارتفاع داشت و فاصله بین دو محور آن ۲۶۰۰ میلیمتر بود.
رنو برای اولین بار در ۲۰ نوامبر سال ۱۹۸۵ از این محصول خود رونمایی و آن را به‌طور رسمی در فوریه ۱۹۸۶ وارد بازار کرد. این خودرو بازیگر تازه‌نفس رنو برای مبارزه در این کلاس خودرویی بود که پس از ۸ سال حضور رنو ۱۸ نیار به خون تازه ای در رگ‌های خود داشت. طراحی این خودرو با خودروهای همدوره آن مانند «فورد سیه را» و «اوپل آسکونا» تفاوت زیادی داشت.
این خودرو در سال ۱۹۸۹ به‌طور قابل توجهی از لحاظ فنی و زیبایی ارتقا یافت و ظاهر بی نظیر جدید آن به رنو ۲۵ که آن هم در آن زمان دچار تغییراتی شده بود شباهت پیدا کرد. همچنین مهندسین رنو نسخه هاچ‌بک آن را هم عرضه کردند که توانست خیلی زود محبوبیت نسخه سدان را در فرانسه پشت سر بگذارد. آنها همچنین یک نسخه اسپرت تر از این محصول خود را با موتور ۲ لیتری توربو به خانواده رنو ۲۱ اضافه کردند. مدل TXi با موتور ۲ لیتری به صورت دو دیفرانسیل تولید شد و می‌توانست تا ۲۲۷ کیلومتر بر ساعت سرعت بگیرد.

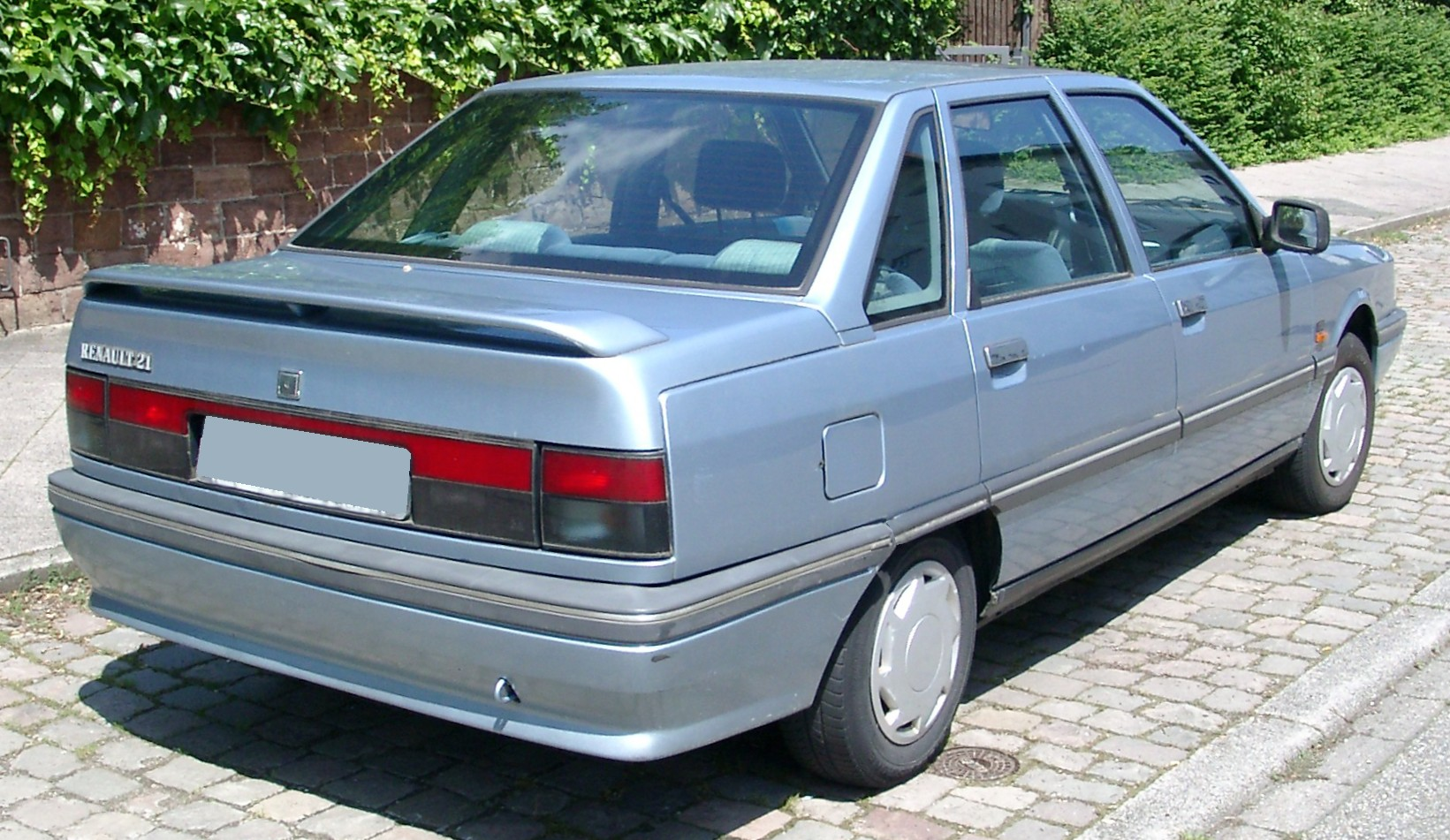
نمای عقب رنو ۲۱

رنو در اوایل سال ۱۹۹۴ همزمان با رونمایی از مدل جدید رنو لاگونای هاچ‌بک به تولید رنو ۲۱ سدان و هاچ‌بک بنزی پایان داد اما مدل‌های با موتور دیزلی و همچنین مدل نوادا تا زمان عرضه مدل‌های هم‌رده لاگونا درچنده ماه بعد در بازارهای خودرو باقی ماندند.
رنو ۲۱ در سایت تولیدی سانتا ایزابل رنو در کشور آرژانتین بین سال ۱۹۸۸ تا ۱۹۹۶ نیز تولید می‌شد. این تولید تا چند سال پس از توقف در اروپا نیز ادامه داشت. رنو ۲۱ در دو مدل سدان و استیشن در این کشور تولید و به فروش می‌رسید و هر دو مدل بنزینی و دیزلی قابل انتخاب بودند.
رنو ۲۱ در اوایل دهه ۱۹۹۰ در ترکیه نیز تولید شد و در مدل‌های اپتیما، منیجر و کونکورد در این کشورو به فروش می‌رسید. تولید و فروش رنو ۲۱ تا اواخر سال ۱۹۹۶ در کشور ترکیه ادامه داشت.

## موتورها
رنو ۲۱ در طول عمر خود با موتورهای مختلفی عرضه شد که می‌توانید اطلاعات مربوط به آنها را در جدول زیر مطالعه کنید:
رنو موتور این خودرو خود را با جعبه دنده ۵ سرعته دستی یا جعبه دنده‌های ۳ یا ۴ سرعته خودکار همراه می‌کرد تا بتوند نیروی تولید شده توسط موتور را به محور جلوی خودرو که در واقع محور متحرک خودرو به حساب می‌آمد منتقل کند.
| سوخت  | حجم موتور (سی‌سی) | قدرت موتور (اسب بخار) | بیشینه سرعت (کیلومتر بر ساعت) |
| ----- | ---------------- | --------------------- | ----------------------------- |
| بنزین | ۱۳۹۷             | ۶۷                    | ۱۶۵                           |
| بنزین | ۱۳۹۷             | ۶۹                    | ۱۶۸                           |
| بنزین | ۱۵۶۵             | ۷۲                    | ۱۶۵                           |
| بنزین | ۱۷۲۱             | ۷۵                    | ۱۷۳                           |
| بنزین | ۱۷۲۱             | ۷۴                    | ۱۷۲                           |
| بنزین | ۱۷۲۱             | ۸۹                    | ۱۸۵                           |
| بنزین | ۱۷۲۱             | ۸۷                    | ۱۸۱                           |
| بنزین | ۱۷۲۱             | ۹۴                    | ۱۸۵                           |
| دیزل  | ۱۸۷۰             | ۶۴                    | ۱۶۰                           |
| بنزین | ۱۹۹۵             | ۱۳۳                   | ۲۲۰                           |
| بنزین | ۱۹۹۵             | ۱۳۴                   | ۲۳۰                           |
| بنزین | ۱۹۹۵             | ۱۷۳                   | ۲۲۷                           |
| بنزین | ۱۹۹۵             | ۱۷۳                   | ۲۲۲                           |
| دیزل  | ۲۰۶۸             | ۶۶                    | ۱۶۴                           |
| دیزل  | ۲۰۶۸             | ۷۲                    | ۱۷۰                           |
| دیزل  | ۲۰۶۸             | ۸۷                    | ۱۷۷                           |
| بنزین | ۲۱۶۵             | ۱۰۸                   | ۱۹۲                           |

## رنو ۲۱ در ایران
شرکت خودرو سازی سایپا به عنوان یکی از دو غول خودروسازی ایران در سال ۱۳۷۰ برای رقابت با دیگر خودروساز ایرانی یعنی ایران خودرو که در آن سال‌ها خودروی پژو ۴۰۵ را در سبد محصولات خود داشت اقدام به تولید رنو ۲۱ در ایران کرد. سایپا در آن زمان تجربه موفق تولید و فروش رنو ۵ را همراه خود داشت و قصد داشت که موفقیت دیگری را در کارنامه خود ثبت کند.
اما پیش‌بینی‌ها برای این شرکت درست از آب در نیامد و سایپا پس از مدتی در تأمین قطعات لازم برای تولید رنو ۲۱ با مشکلاتی مواجه شد که در نهایت باعث شد فرایند تولید رنو ۲۱ در سال ۱۳۷۴ در ایران متوقف شود. البته این خودرو کماکان پس از پایان تولید در ایران وجود داشت و حتی تا سال ۱۳۷۶ مدل‌هایی از آن به بازار ارائه می‌شد که در حقیقت تولید سالهای قبل تر بودند.
مدلی از رنو ۲۱ که در ایران عرضه شده بود از موتور ۴سیلندر ۱۷۲۱ سی سی بهره می‌برد که می‌توانست ۷۵ اسب بخار قدرت تولید کند. این رنو ۲۱ ظرف ۱۲ ثانیه به سرعت ۱۰۰ کیلومتر می‌رسید و حداکثر سرعت آن به ۱۷۵ کیلومتر می‌رسید. این خودرو از نظر ایرانی‌ها به استهلاک پایین مشهور بود و با گذشت سال‌های زیاد از تولید آن، مشکل فنی جدی پیدا نمی‌کرد و در ضمن از یک کابین جادار و مناسب بهره می‌برد تا به این حد که در یک بازه زمانی سازمان تاکسیرانی شهرداری تهران از این خودرو در ناوگان حمل و نقل عمومی شهر استفاده کرد.